# Andramasina
Andramasina est une commune rurale de Madagascar, située dans la région d'Analamanga et dans la province d'Antananarivo. Elle est le chef-lieu du district d'Andramasina.

## Géographie
La commune est constituée d'immenses rizières.

## Administration
La commune d'Andramasina est subdivisée en 10 fokontany : Ambalavao, Amboaroy, Ambodivato, Ambohijafy, Ambohimarina, Ambohitrandraina, Andramasina, Ankorona, Antanetibe et Bemalaza.